# Anne Hutchinson
Anne Hutchinson (Alford, 17 luglio 1591 – New York, agosto 1643) è stata una teologa inglese puritana, fondatrice di un gruppo dissidente dal Congregazionalismo protestante nel Massachusetts, Rhode Island e nei Nuovi Paesi Bassi, caratterizzato dall'antinomismo teologico.
Teneva riunioni di studio della Bibbia per le donne, che divennero presto popolari anche presso gli uomini. Andò oltre lo studio delle Scritture ed estese le sue tesi religiose alla vita politica. Ne seguì un dibattito pubblico, in cui fu accusata soprattutto di antinomismo. Fu processata ed esiliata dalla colonia come eretica.
Anne Hutchinson è una figura chiave nello studio dello sviluppo della libertà politica e religiosa nelle colonie britanniche in America. Nel 1987 il governatore del Massachusetts Michael Dukakis riabilitò Anne Hutchinson, revocando dopo 350 anni l'ordine di esilio.

## Biografia

### Primi anni
Anne Hutchinson nasce il 17 luglio 1591 ad Alford, nel Lincolnshire, in Inghilterra. È la primogenita di Bridget Dryden (1563-1645) e del reverendo Francis Marbury (1555-1611), un ecclesiastico istruito a Cambridge, di tendenza riformata e puritana.
Nel 1605 si trasferisce con la famiglia da Alford a Londra. All'età di 21 anni sposa William Hutchinson, un agiato commerciante di abbigliamento. La coppia torna ad Alford, dove si considera parte del movimento puritano: in particolare seguono gli insegnamenti del reverendo John Cotton, loro guida spirituale.
I Puritani, come altri gruppi dissidenti dall'anglicanesimo, sono costretti a conformarsi alla religione imposta dallo Stato e sono limitati nella libertà di culto, di istruzione ed economica. Cominciano allora a emigrare in America per cercarvi la libertà sospirata. Gli Hutchinson e dieci dei loro bambini partono alla volta del Massachusetts nel 1634 a bordo della nave Griffin, senza l'approvazione di John Cotton. Anne Hutchinson perde quattro bambini piccoli, uno dei quali nato in America.

### Conflitto con i puritani
Il conflitto fra Anne Hutchinson e l'istituzione religiosa puritana coloniale comincia con una serie di lezioni sullo studio della Bibbia. Come si usava fra le donne puritane della sua epoca e dei suoi luoghi, Hutchinson invita i suoi amici e vicini, inizialmente donne, a discutere a casa sua passi della Bibbia e gli insegnamenti dei ministri locali. Hutchinson esplora le Scritture come un autentico ministro di culto, con scandalo della chiesa di Boston, guidata da John Wilson, non solo perché alle donne era vietato insegnare e predicare, ma anche per gli insegnamenti eterodossi.
Ispirata dal suo padre spirituale John Cotton, Anne Hutchinson sembra sfidare i codici morali e legali dei puritani e l'autorità del clero in favore di quello che sembrava loro antinomismo, cioè disprezzo per la legge morale di Dio. Con la diffusione dei suoi insegnamenti, aumentano i suoi seguaci: i rapporti dei contemporanei parlano di più di ottanta persone presenti alle sue sessioni domestiche di studio della Bibbia. Tra questi figura sir Henry Vane, che sarebbe diventato il governatore della colonia nel 1636.
Alcuni dei suoi seguaci tentano di sostituire il reverendo Wilson con il fratellastro di Anne, John Wheelwright. Nel 1637 Vane perde il governatorato a favore di John Winthrop, amico del reverendo Wilson, che «la considerava una minaccia alla sua città» e descrive le sue riunioni come «una cosa non tollerabile né per Dio, né per il sesso [femminile]». Winthrop e le autorità religiose considerano i suoi commenti alle Scritture osservazioni eretiche.
Nell'agosto del 1637 Anne Hutchinson è condannata come eretica da un sinodo di pastori. Per la commistione tra autorità religiosa e civile tipica delle colonie puritane, è processata anche dalla corte generale del Massachusetts, presieduta da Winthrop, che la giudica colpevole e la sottopone agli arresti domiciliari in attesa del processo religioso. Nel marzo 1638 la Prima Chiesa di Boston vota per la sua scomunica per dissenso dall'ortodossia puritana. Accusa Hutchinson di blasfemia e di comportamento lascivo, per avere ospitato uomini e donne in casa sua durante le riunioni domenicali delle chiese.

### Ultimi anni
Nel 1642, dopo la morte del marito William, Anne si trasferisce nella colonia olandese di Nuova Amsterdam a Pelham Bay, futura New York (la nuova città olandese aperta a tutti). Nell'agosto 1643 è massacrata con cinque dei suoi figli (una figlia riesce a mettersi in salvo) e la servitù durante una razzia compiuta da nativi americani della tribù dei Mohicani, che contendevano loro il territorio.

### Discendenti
Fra i suoi discendenti figurano i presidenti degli Stati Uniti Franklin Delano Roosevelt, George Bush e George W. Bush; il governatore Mitt Romney; il senatore Stephen A. Douglas il procuratore generale Elliot Richardson e i giudici Oliver Wendell Holmes Jr. e Melville Weston Fuller; l'ammiraglio Oliver Hazard Perry; le first lady Lucretia Garfield e Frances Cleveland; gli scrittori Robert Lowell, J.P.Marquand, Louis Stanton Auchincloss e Dubose Heyward; gli attori Chevy Chase, Ted Danson, Jane Wyatt e (presumibilmente) Marilyn Monroe.

## Interpretazioni storiografiche
Indicata come simbolo di libertà religiosa, di pensiero liberale e di femminismo, Anne Hutchinson resta una figura controversa, oggetto di continua reinterpretazione da parte di storici e letterati.

### Protofemminista
Anne Hutchinson era una donna, che con la sua attività incarnava un'evoluzione della condizione femminile nelle colonie inglesi. Esponeva il suo pensiero liberamente e aveva assunto autorità dottrinale in un contesto ecclesiastico e politico caratterizzato da una gerarchia maschile, che non accettava il ruolo pubblico e la libertà di parola delle donne in forza di una lettura restrittiva delle Sacre Scritture. Inoltre accoglieva uomini in casa sua per insegnare loro, secondo una promiscuità insolita in una società puritana. Fu vittima dei conestabili coevi, che limitavano il ruolo delle donne nella società puritana.

### Chiesa e politica
La condanna della Hutchinson è attribuita più alla sua crescente influenza fra i credenti locali che ai suoi insegnamenti eterodossi. In un articolo sulla rivista Forerunner, Rogers scrive che le sue interpretazioni non erano «antitetiche a quel che i puritani propriamente credevano. Quello che era cominciato come un commento a temi particolari della dottrina cristiana, si era concluso con un confronto sul ruolo dell'autorità politica nella colonia».
Hutchinson potrebbe aver criticato le autorità religiose ufficiali, come facevano altri, ma in modo militante. Le sue dottrine religiose erano abbastanza fondate da diventare una forza significativa nella società del tempo. Hutchinson potrebbe aver causato la propria condanna tanto per il suo forte rapporto sociale col governatore Vane, poi sostituito da Winthrop, che istruì il suo processo civile, tanto per il contenuto specifico della sua dottrina religiosa.

### Letteratura
Alcuni critici letterari vedono nel personaggio femminile di Hester Prynne ne La lettera scarlatta di Nathaniel Hawthorne un riflesso della persecuzione della Hutchinson nella colonia della baia del Massachusetts.

## Memoriali moderni

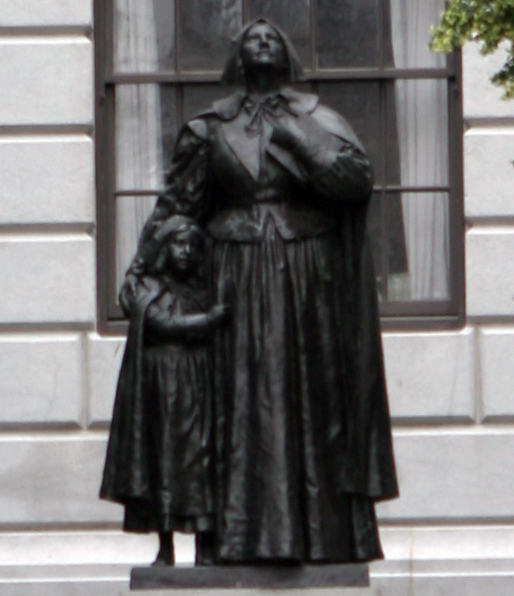
Statua di Anne Hutchinson di fronte alla Memorial State House in Massachusetts

Nella parte meridionale dello stato di New York, il fiume Hutchinson è uno dei rari fiumi che prende il nome da una donna. Le sono dedicate alcune scuole elementari, come quelle nelle città di Portsmouth, Pelham ed Eastchester, nel Rhode Island e nella contea di Westchester.
Una statua di Anne Hutchinson fu eretta nel 1922 di fronte alla Memorial State House in Massachusetts. L'iscrizione sul piedistallo di marmo recita:
ANNE MARBURY HUTCHINSON

BATTEZZATA AD ALFORD

LINCOLNSHIRE INGHILTERRA

20 LUGLIO 1591

UCCISA DAGLI INDIANI

A CHESTER ORIENTALE NEW YORK 1643

CORAGGIOSA ESPONENTE

DI LIBERTÀ CIVILE

E TOLLERANZA RELIGIOSA»